# Oil City (Kalifornia)
Oil City – obszar niemunicypalny w hrabstwie Kern, w Kalifornii (Stany Zjednoczone), na wysokości 137 m.